# Crab Orchard (Kentucky)
Pour les articles homonymes, voir Crab Orchard.
Crab Orchard est une ville américaine située dans le comté de Lincoln, dans le Kentucky. Selon le recensement de 2020, sa population est de 744 habitants.